# Dunagiri
Dunagiri je hora vysoká 7 066 m n. m. nacházející se v pohoří Himálaj v Indii. Leží v oblasti Garhvál v indickém státě Uttarákhand.

## Prvovýstup
Poprvé na vrcholu Dunagiri stanuli 5. července 1939 horolezci André Roch, Fritz Steuri a David Zogg (Švýcarsko), přes jihozápadní hřeben. V roce 1975 Joe Tasker a Dick Renshaw vylezli zvláště náročný jihovýchodní pilíř alpským stylem.